# 1845 en droit
Cet article présente les faits marquants de l'année 1845 en droit.

## Événements
- Espagne : 
  - réforme de la Constitution ; elle est en vigueur jusqu'en 1869.

- France : 
  - Désiré Dalloz fonde la maison d'édition Dalloz, spécialisée dans le droit et l'actualité juridique.

### Mai
- Madagascar :
  - 13 mai : les étrangers sont soumis à la loi malgache par un décret de la reine Ranavalona[1].

### Juillet
- France : 
  - 18 juillet : loi sur la police des chemins de fer étendant la surveillance de haute police à ceux qui avaient émis des menaces envers la circulation ferroviaire[2],[3].
  - 18 et 19 juillet : lois Mackau modifiant le statut de droit privé des esclaves et facilitant les affranchissements ; elle prévoient l’abolition de l’esclavage sans en préciser ni l’échéance ni les modalités[4].

### Décembre
- États-Unis :
  - 29 décembre : la république du Texas devient le 28e État des États-Unis[5],[6],[7] : ce sera l'une des causes directes[8] de la guerre américano-mexicaine qui débutera quelques mois plus tard.

## Publications
- Charles Maynz, Éléments de droit romain, Méline, Cans et Cie.

## Naissances
- 3 mars : Georges Hilaire Bousquet, juriste français, conseiller étranger au Japon pendant l'ère Meiji (décédé le 15 janvier 1937).
- 2 juin : Louis Guillouard, avocat et professeur de droit français (décédé le 26 janvier 1925).
- 27 août : Frédéric Fromhold de Martens, juriste et diplomate russe d'origine germano-balte, spécialiste de droit international public, qui a notamment préparé les conférences de La Haye de 1899 et de 1907 (décédé le 19 juin 1909).
- 2 novembre : Adolphe Prins, professeur de droit et pénaliste belge, fondateur en 1907 de l'Union internationale du droit pénal (décédé le 29 septembre 1919).

## Décès
- 30 janvier : Barnabé de Veyrier, magistrat français (° 30 janvier 1755).
- 4 octobre : Jacques Berriat-Saint-Prix, jurisconsulte français, professeur de procédure civile et législation criminelle à l'École de droit de Grenoble puis à la faculté de droit de Paris (° 22 septembre 1769).